# Simon van Montfort (-1188)
Simon (IV) van Montfort (overleden in 1188) was van 1181 tot aan zijn dood heer van Montfort, Rochefort, Épernon, La Ferté-Alais en Bréthencourt. Hij behoorde tot het huis Montfort-l'Amaury.

## Levensloop
Simon was de tweede zoon van graaf Simon III van Montfort uit diens huwelijk met Mathilde, wier afkomst onbekend gebleven is. Door verkeerd historisch onderzoek in het verleden werd hij lange tijd beschouwd als dezelfde persoon als zijn vader. Hierdoor had zijn zoon Simon IV het rangnummer IV, hoewel hij de vijfde Simon van zijn familie was.
Over Simon is nauwelijks iets bekend. Na de dood van zijn vader in 1181 erfde hij de heerlijkheden Montfort, Rochefort, Épernon, La Ferté-Alais en Bréthencourt, terwijl zijn oudere broer Amalrik III het graafschap Évreux verwierf. Beduidend voor zijn familie was een huwelijk met de Engels-Normandische edelvrouw Amicia de Beaumont, dochter van Robert de Beaumont, de derde graaf van Leicester.
Na zijn dood in 1188 werd hij bijgezet in het klooster Hautes-Bruyères in Saint-Rémy-l'Honoré, de traditionele begraafplaats van het huis Montfort-l'Amaury. Zijn weduwe hertrouwde met de Franse ridder Guillaume II des Barres.

## Nakomelingen
Simon en Amicia kregen drie kinderen:
- Simon IV (1160-1218), heer van Montfort en graaf van Leicester
- Gwijde (1170-1228), heer van Castres
- Perenella (overleden in 1216), huwde met Barthélemy de Roye, grootkamerheer van Frankrijk